# Даунтонска опатија (филм)
Даунтонска опатија (енгл. Downton Abbey), такође познат као Даунтонска опатија: Филм (енгл. Downton Abbey: The Movie) је британски драмски историјски филм, који представља наставак истоимене ТВ серије, која је емитована на ITV од 2010. до 2015. године.
Радња филма се одвија 1927. године и прати посету краља Џорџа V и краљице Мери Даунтонској опатији. У Уједињеном Краљевству премијерно је приказан 13. септембра, а у Србији 12. септембра 2019. године. Дистрибуцију за Србију је радио Тарамаунт филм.

## Улоге
| Глумац             | Улога                  |
| ------------------ | ---------------------- |
| Хју Боневил        | Гроф Роберт Кроли      |
| Елизабет Макгаверн | Грофица Кора Кроли     |
| Мишел Докери       | Леди Мери Толбот       |
| Лора Кармајкл      | Маркиза Идит Пелхам    |
| Меги Смит          | Грофица Вајолет Кроли  |
| Пенелопи Вилтон    | Бароница Изобел Мертон |
| Ален Лич           | Том Брансон            |
| Сајмон Џоунс       | Краљ Џорџ V            |
| Џералдин Џејмс     | Краљица Мери           |
| Кејт Филипс        | Принцеза Мери          |
| Џим Картер         | Чарлс Карсон           |
| Брендан Којл       | Џон Бејтс              |
| Џоана Фрогат       | Ана Бејтс              |
| Филис Логан        | Елси Хјуз              |
| Роб Џејмс Колијер  | Томас Бароу            |
| Софи Макшера       | Дејзи Мејсон           |
| Лесли Никол        | Берил Патмор           |
| Кевин Дојл         | Џозеф Моузли           |
| Ракел Касиди       | Филис Бакстер          |
| Мајкл Фокс         | Енди Паркер            |
| Дејвид Хејџ        | Краљевски батлер       |
| Метју Гуд          | Хенри Толбот           |
| Хари Хејден Пејтон | Берти Пелхам           |
| Даглас Рајт        | Ричард Мертон          |
| Тапенс Мидлтон     | Луси Смит              |
| Имелда Стонтон     | Леди Мод Бегшо         |
| Макс Браун         | Ричард Елис            |
| Стивен Кампбел Мур | Мајор Четвуд           |
| Дејвид Хег         | Господин Вилсон        |
| Риченда Кари       | Госпођа Веб            |
| Филип Спал         | Господин Курбе         |
| Сузан Линч         | Госпођица Лотон        |